# Laevidentalium callipeplum
Laevidentalium callipeplum är en blötdjursart som först beskrevs av Dall 1889.  Laevidentalium callipeplum ingår i släktet Laevidentalium och familjen Laevidentaliidae. Inga underarter finns listade i Catalogue of Life.